# MBC충북
주식회사 MBC충북(株式會社 MBC忠北)은 충청북도를 가시청권역으로 하는 대한민국의 지상파 TV·라디오 방송국이다. 2016년 10월 1일, 청주문화방송과 충주문화방송이 통합되어 MBC충북이라는 새로운 이름의 지상파방송국으로 출범했다.
TV방송 2개 채널, FM라디오 방송 4개 채널 등을 운영하고 있으며, 청주방송국은 남부권 충주방송국은 북부권지역을 방송권역으로서 방송중이다. MBC경남과 MBC강원영동에 이어 MBC계열 지상파 방송사의 3번째 합병사례다.

## 소재지
- 청주방송국 : 우28382 충청북도 청주시 흥덕구 2순환로 1322
- 충주방송국 : 우27480 충청북도 충주시 중원대로 3250

## TV
청주방송국과 충주방송국 2개국을 운영중이다. 자세한 사항은 아래 문서를 참조. 제작은 청주방송국 담당이다.

### 방영 프로그램
- MBC 뉴스투데이 충북
- 930 MBC 뉴스 충북
- MBC 뉴스데스크 충북
- 생방송 활기찬 저녁
- 전국시대
- 충북 시사 토론 창
- 테마 여행 길
- 시청자 FLEX

### 종영 프로그램
- 5 MBC 뉴스 충북
- 파워매거진 충북
- 서배이쇼 충북인의 물음표
- 충북의 힘
- 자인식
- 문화메거진 마실
- 잡아라JOB!
- 월간특별토론
- 굿잡,굿스타트
- 시사매거진창
- 날자 청주공항
- 충북매거진, 창
- 충북경제 성공시대
- 이슈토론
- TV 전국기행
- 프라임인터뷰
- 거기어때?
- 사색의 공동체 스미다

### 방송 송출 시설망
- 호출부호: HLAX-DTV
- 가상채널: 11-1

| 송신소        | 물리채널 | 출력 | 송신소 위치                             | 비고 |
| ------------- | -------- | ---- | --------------------------------------- | ---- |
| 우암산 송신소 | CH 20    | 2 kW | 충북 청주시 상당구 수동 산2-1           |      |
| 두태산 중계소 | CH 25    | 90W  | 충북 진천군 초평면 용정리 산30-26       |      |
| 청천 중계소   | CH 24    | 20W  | 충북 괴산군 청천면 선평리 산9-9         |      |
| 미원 중계소   | CH 45    | 5W   | 충북 청주시 상당구 미원면 미원리 산27-1 |      |
| 부강 중계소   | CH 37    | 90W  | 세종 부강면 부강1리 산36-1              |      |
| 금적산 중계소 | CH 41    | 90W  | 충북 옥천군 안내면 오덕리 산1-1         |      |
| 속리 중계소   | CH 19    | 20W  | 충북 보은군 속리산면 사내리 산14-1      |      |
| 옥천 중계소   | CH 44    | 20W  | 충북 옥천군 동이면 세산리 산23          |      |
| 영동 중계소   | CH 24    | 90W  | 충북 영동군 영동읍 회동리 산10          |      |
| 학산 중계소   | CH 29    | 20W  | 충북 영동군 학산면 박계리 472-1         |      |

- 호출부호: HLAO-DTV
- 가상채널: 11-1

| 송신소        | 물리채널 | 출력  | 송신소 위치                           | 비고        |
| ------------- | -------- | ----- | ------------------------------------- | ----------- |
| 가엽산 송신소 | CH 40    | 2 kW  | 충북 음성군 음성읍 용산리 산11-4      |             |
| 금왕 중계소   | CH 36    | 20W   | 충북 음성군 금왕읍 금석리 산35        |             |
| 괴산 중계소   | CH 26    | 30W   | 충북 괴산군 괴산읍 대사리 산6         |             |
| 중앙탑 출력소 | CH 40    | 0.05W | 충북 충주시 중앙탑면 탑평리           | [ 1 ]       |
| 수안보 중계소 | CH 21    | 20W   | 충북 충주시 수안보면 안보리 산25-1    |             |
| 용두산 중계소 | CH 14    | 90W   | 충북 제천시 신월동 산39-30            |             |
| 단양 중계소   | CH 25    | 90W   | 충북 단양군 적성면 상리 산86-2 금수산 |             |
| 수산 출력소   | CH 25    | 0.05W | 충북 제천시 수산면 내리 829           | [ 2 ]       |
| 덕산 출력소   | CH 25    | 0.05W | 충북 제천시 덕산면 도전리             | [ 1 ]       |
| 두산 중계소   | CH 39    | 50W   | 충북 단양군 가곡면 사평리 산93-1      | [ 3 ]       |
| 어상천 출력소 | CH 22    | 0.05W | 충북 단양군 어상천면 임현리           | [ 1 ] [ 2 ] |
| 영춘 중계소   | CH 22    | 2W    | 충북 단양군 영춘면 상리 산57-1        |             |

## 라디오
- 각 방송국은 AM라디오 1채널과 FM라디오 1채널을 운영중이다. 자세한 사항은 아래 문서를 참조.

### 표준 FM

#### 방영 프로그램
- MBC 충북 15시 뉴스
- 구본상의 허심탄회
- 즐거운 오후

### FM 4U

#### 방영 프로그램
- 정오의 희망곡

#### 종영 프로그램
- MBC충북 가요응접실
- MBC충북 오후의 발견
- 임규호의 저녁N(구 임규호의 특급작전)
- 김병재의 일상을 바꾸는 라디오

### 방송 송출 시설망
| MBC충북 청주 라디오 | MBC충북 청주 라디오 | MBC충북 청주 라디오 | MBC충북 청주 라디오 | MBC충북 청주 라디오             |
| 송신소              | 주파수              | 출력                | 호출부호            | 송신소 위치                     |
| ------------------- | ------------------- | ------------------- | ------------------- | ------------------------------- |
| 우암산 송신소       | FM 107.1 MHz        | 1 kW                | HLAX-SFM            | 충북 청주시 상당구 수동 산2-1   |
| 금적산 중계소       | FM 96.3 MHz         | 500W                | HLAX-SFM            | 충북 옥천군 안내면 오덕리 산1-1 |

| MBC충북 충주 라디오 | MBC충북 충주 라디오 | MBC충북 충주 라디오 | MBC충북 충주 라디오 | MBC충북 충주 라디오                   |
| 송신소              | 주파수              | 출력                | 호출부호            | 송신소 위치                           |
| ------------------- | ------------------- | ------------------- | ------------------- | ------------------------------------- |
| 가엽산 송신소       | FM 96.1 MHz         | 1 kW                | HLAO-SFM            | 충북 음성군 음성읍 용산리 산11-4      |
| 용두산 중계소       | FM 94.7 MHz         | 500W                | HLAO-SFM            | 충북 제천시 신월동 산39-30            |
| 단양 중계소         | FM 94.1 MHz         | 500W                | HLAO-SFM            | 충북 단양군 적성면 상리 산86-2 금수산 |

| MBC충북 청주 FM4U | MBC충북 청주 FM4U | MBC충북 청주 FM4U | MBC충북 청주 FM4U | MBC충북 청주 FM4U             |
| 송신소            | 주파수            | 출력              | 호출부호          | 송신소 위치                   |
| ----------------- | ----------------- | ----------------- | ----------------- | ----------------------------- |
| 우암산 송신소     | FM 99.7 MHz       | 1 kW              | HLAX-FM           | 충북 청주시 상당구 수동 산2-1 |

| MBC충북 충주 FM4U | MBC충북 충주 FM4U | MBC충북 충주 FM4U | MBC충북 충주 FM4U | MBC충북 충주 FM4U                |
| 송신소            | 주파수            | 출력              | 호출부호          | 송신소 위치                      |
| ----------------- | ----------------- | ----------------- | ----------------- | -------------------------------- |
| 가엽산 송신소     | FM 88.7 MHz       | 3 kW              | HLAO-FM           | 충북 음성군 음성읍 용산리 산11-4 |

### 로고송(청주,충주방송국)
- 차차차 늘 고마워요 우린 친구에요 함께 노력하는 MBC와 함께
- MBC FM 꿈이 있어요 MBC FM 사랑도 있어요 MBC FM이 나는 좋아 MBC FM (청주방송국 FM4U만 사용)
- 행복한 오늘과 내일에 소중한 우리에 MBC 희망과 기쁨을 얘기해요 MBC라디오 (청주방송국만 사용)
- 더 어렵던 날도 많았죠 우린 함께 한다면 따스함을 느껴요 사랑이있어요 소중한 꿈을 이뤄가요 우린 함께 여기 있으니 감동도 사랑있는 MBC 라디오 문화방송 (청주방송국만 사용)
- 유난히 힘겨운 날 혼자 난 느껴지면 마음 알아 줄 친구가 필요해 언제나 어디서나 항상 내 곁에 있어 따뜻하게 안 위로 해로 주는 MBC 라디오 (Song By:양희은,윤아) (청주방송국만 사용)

## 지상파 DMB 방송
대전문화방송이 주 사업자로, MBC충북과 함께 투자하여 충청권 전역을 가시청권으로 하는 지상파 DMB 사업자로 운영 중이다.

## 아나운서
- 구본상
- 김희수
- 권미정
- 허경린
- 하미진

## MC·DJ·리포터
- 이민아
- 송민수

## 보도국
- 심충만 보도국장
- 김대웅 취재편집부장

- 이승준 국장
- 신병관 국장
- 이병선 국장
- 김영일 부장
- 허지희 부장
- 정재영 차장
- 조미애 차장
- 이지현 기자
- 김은초 기자
- 전효정 기자
- 김주예 기자

## 영상국
- 임태규 영상국장

카메라 감독
- 이현기 차장
- 류진수 감독
- 김정호 감독

카메라 기자
- 이병학 부장
- 김병수 부장
- 김경호 기자
- 천교화 기자
- 신석호 기자
- 김현준 기자

## 같이 보기
- MBC충북 청주방송국 - 본사 및 시사,보도본부 및 제작본부
- MBC충북 충주방송국 - 예능,시사교양프로 보도본부 및 사업본부